# Museo Alemán del Reloj
El Museo Alemán del Reloj (en alemán: Deutsches Uhrenmuseum) con más de 8.000 objetos de exposición se encuentra en el centro de la ciudad Furtwangen en la Selva Negra Central en Baden-Wurtemberg, Alemania.

## Enlaces
- Wikimedia Commons alberga una categoría multimedia sobre Museo Alemán del Reloj.
- Sitio web del Museo Archivado el 1 de junio de 2013 en Wayback Machine.